# 熟盂
熟盂，是唐代陸羽《茶經》收錄的煮茶法的煮水用具，形制如同大碗，後出現有尖嘴出水處或流子出水口的熟盂，又稱為流盂。
|               | 熟盂，以貯熟水，或瓷，或沙，受二升。 |
| ——茶經·四之器 |                                      |

|               | 初沸，則水合量調之以鹽味，謂棄其啜餘。無乃𪉦𪊇而鍾其一味乎？第二沸出水一瓢，以竹筴環激湯心，則量末當中心而下。有頃，勢若奔濤濺沫，以所出水止之，而育其華也。 第一煮水沸，而棄其沫，之上有水膜，如黑雲母，飲之則其味不正。其第一者爲雋永，或留熟盂以貯之，以備育華救沸之用。 |
| ——茶經·五之煮 | |